# Copparo
Copparo és una ciutat de 17.608 habitants de la província de Ferrara. Els seus habitants s'anomenen "copparesi".

## Descripció de l'escut de Copparo
L'emblema es divideix verticalment a dues parts iguals, representa en part un camp blau de blat i sobre vermell una copa daurada, tot envoltat per una branca de roure a la dreta i una branca de llorer a l'esquerra, dominada per una Corona.

## Geografia
El territori de Copparo té una superfície de 157 km², i està situada al centre-est de la Província de Ferrara. El poble està situat cap a l'oest des de la ciutat de Ferrara, al nord des del curs principal de Po, a l'est del Parc del Delta de Po i la zona costanera, cap al sud del Po de Volano. El territori, totalment pla, és creuat per 7 carreteres provincials.

FrazioneAmbrose, Brazzolo, Coccanile i Cesta, Fossalta, Gradizza, Ponte San Pietro, Sabbioncello San Pietro, Sabbioncello San Vittore, Saletta i Cà Matte, Sant'Apollinare, Tamara.

Comune limítrofesBerra, Ferrara, Formignana, Jolanda di Savoia, Riva del Po

## Història
L'origen del nom Copparo és incert i diversos historiadors han provat de reconstruir l'etimologia: Cuparus, Cupparium, Coparium o Copparium, Massa Occupari o Cup Aurium (copa daurada). Donada la natura salvatge de l'àrea, un pantà ric en caça, sembla més raonable la teoria que obté el seu nom del llatí "Aucuparium", un lloc on caçar ocells. ("avis-capio-arium").
El poble es construeix fa uns 2.500 anys, però el document més vell que parla de Copparo és del 870. El document és un privilegi al Papa Adrià II que confirma a Firminiano i els seus germans la Cort de Formignana. No és cap coincidència que Copparo estigui al sud del Canal Navegable perquè en aquells temps eren molt freqüents les inundacions del Po. Copparo va ser el tema de disputes seculars entre l'Església de Ferrara i Ravenna. Martino, bisbe de Ferrara en el 955 reconeixia Copparo a l'Església de Ravenna. Copparo es coneixia en la literatura del temps, com a reserva de cacera, i hi havia un castell que feia de casa de cacera, que va ser destruït pels venecians al segle xvi Perdent-se els frescos de Nicholas Panizzato, pintats a l'època de Leonello Este.
El 1509 Venècia envaeix el territori de Copparo amb tropes de l'almirall Trevisan formades pels esclaus de Dalmàcia. Va donar ordres a l'administrador Grandenigo de saquejar Copparo, destruint collites i robant bestiar. Tornada la pau amb els venecians, sobre les ruïnes del castell d'Hèrcules II Este, es va reconstruir un palau entre 1540 i 1547, que després va passar a l'Estat Papal i després a la família Barberini. El Delizia Este, anomenat el "Palau sumptuós", és l'últim dels dinou Delizia construïts per la família Este a Ferrara.
La realització del palau s'atribueix a Terzo de Terzi, que dissenyava un edifici que constava de cinc torres connectades entre si, grans arcades, patis interiors i sales grandioses. Per decorar l'edifici van participar alguns dels artistes més importants de Ferrara, incloent-hi Girolamo da Carpi i Benvenuto Tisi di Garofalo, Batista Dossi i Bastianino.

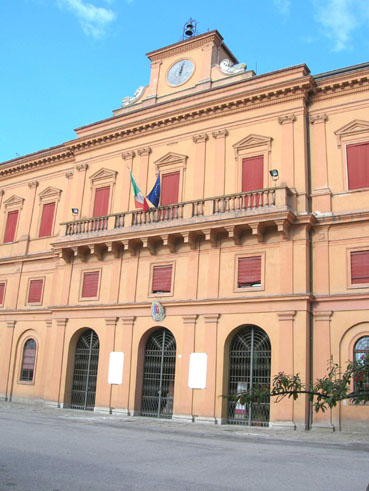
Delizia Estense a Copparo

Al segle xvi es van donar nombroses iniciatives per bonificar el conreu de blat. Es va drenar una vasta àrea d'aiguamolls entre Copparo, Codigoro i Mesola en una operació coneguda com la Gran Bonificazione Estense (1566-1572).
Del període Napoleònic podem citar l'adhesió a través de les columnes del "Giornale del basso Po" a les provisions jabobines del mossèn Caparossa o les gestes del moliner Valeriano Chiarati que públicament va negar l'emperador d'Àustria. Mentrestant, el 1808, el Castell de Copparo va ser presa d'un foc que el va devastar. El 1862 l'Alcalde Spisani el comprava en nom de Municipi i el 1875 restaurava fent-lo seu de l'Edifici Municipal. La restauració va ser gairebé total i va quedar com es coneix avui. El 1817 Copparo era la comune rural més gran i poblada d'Itàlia. Les bonificacions de finals del segle xix i principis del segle xx van crear un component social nou, un proletariat agrícola, que serà protagonista dels grans conflictes de l'època. Les primeres vagues serien el 1894-95. El 1908 el Parlament va aprovar la divisió del Municipi de Copparo; es van crear les comune de Ro, Berra, Formignana i Le Venezie, (l'actual Jolanda di Savoia).
Avui, la Delizia Estense de Copparo, orgull i l'orgull dels copparesi, resta com a testimoni de la història d'aquesta terra i allotja les oficines municipals. L'última renovació data de juny de 2003.

## Cultura
És molt conegut el Palio de Copparo que pot ser "giochi di piazza" i "giochi di bandiere" en els quatre barris copparesi: el Rione Mota Arxivat 2010-05-24 a Wayback Machine., el Rione Crusar Arxivat 2014-02-10 a Wayback Machine., el Rione Dezima i el Rione Furnas Arxivat 2016-03-03 a Wayback Machine..
L'esdeveniment, interromput els anys 30, i reprès el 1977 amb gran èxit de públic, any rere any. El Palio di Copparo té lloc al juny a la plaça principal de Copparo. També té lloc la "Sfilata Storica" dels quatre barris, vestits com en el Renaixement. El setembre, el país s'anima gràcies als esdeveniments del "Setembre Copparese", vitrina de productes agrícoles del territori i oportunitat per a debats, exposicions i mercats.

### Anuari de cites
- Palio de Copparo : el juny el quatre barris copparesi competeixen en la plaça principal.
- Setembre Copparese: Setembre, amb esdeveniments culturals i atraccions.
- Mercatino dell'hobbystica. A les arcades i àrea Piazza de Llibertat, tots els tercers caps de setmana del mes: de 9.30 a 18.30 (Juliol i agost de 18.30 a 23.30)
- Pista de Gel, a l'hivern a la plaça principal.
- Festa della Primavera coincideix amb el diumenge de rams: té lloc a la Piazza del Popolo, es fan curses de cotxes antics, mercat de segona mà, desfilada de cotxes de cavalls amb l'exhibició dels figurants del Palio de Copparo, la reunió de Camperisti, l'exposició de pintors de Copparo.
- Selecció Nacional de Miss Itàlia  (trobada anual a l'estiu)
- Musiche D'Estate, el juliol i agost el centre de ciutat amb música, cabaret i teatre.
- Museu & Bici , maig i juny, la iniciativa vol realçar els recursos mediambientals, agrícoles i culturals a través de camins per ser fets per bicicleta.

## Monuments i museus
- Delizia Estense

Are és la seu de l'ajuntament de Copparo, l'edifici va ser construït pels Este a la segona meitat del segle xvi.
- Torre Estense

Deguda al "Turiòn", és l'emblema de la Delizia Estense, i l'única supervivent de les cinc torres del disseny original del castell.
- Galleria Civica d'Arte Contemporanea "Alda Costa '

L'edifici, altre temps utilitzat com a presó, hostatja les col·leccions d'art del Comune de Copparo. Porta el nom d'Alda Costa, educadora i periodista, empresonada durant el període feixista.
- Fontana Monumental

La font data de 1935 sobre un projecte de Pietro Toschi da Forlì, va ser decorada per l'escultor de Ferrara Enzo Nenci. Està situada a la plça municipal i recorda els caiguts de les dues guerres mundials.
- Teatro De Micheli Arxivat 2006-05-08 a Wayback Machine.

L'edifici es va construir a començament del segle xix gràcies a Enrico De Micheli. Després de 30 anys d'obres, va ser restaurat a la seva esplendor original, inaugurant-ho el 23 d'octubre, de 2004.
- Església de St. Pere i St. Pau

L'església, probablement abans de l'any mil, originalment era d'estil romànic. Reedificada el 1133, ha sofert uns quants canvis fins al dia d'avui. A l'interior hi ha dues obres valuoses del pintor de Ferrara Ippolito Scarsella, anomenat l'Scarsellino, incloent-hi "St. Pere i St. Pau" i "Santa Llúcia." El campanar es remunta a 1184 i va ser bombardejat el 30 de gener de 1945. Més tard es va reconstruir convertint-se en símbol de les víctimes del bombardeig.
- Museo della Civiltà Contadina La Tratta"' Arxivat 2005-12-22 a Wayback Machine. Dins del museu es pot veure la representació de tres cicles diferents de tradicions: blat, cànem i vi.
- Església de San Venanzio

Església romànica del segle catorzè dedicada a la "Nativitat de la Verge", a tres quilòmetres del centre de Copparo.
- Casa Bighi

Casa de l'artista, dissenyador gràfic i publicista copparese Dante Bighi, donada al municipi a la seva mort el 1994, és un centre d'art i cultura.
- Palazzo di Zenzalino i parc

A Zenzalino, granja de 650 hectàrees a aproximadament tres quilòmetres del centre de Copparo, hi ha el Palau d'homònim, en un parc d'aproximadament tres hectàrees d'arbres. L'edifici es remunta al segle xv, es va reconstruir al dinovè segle i actualment és residència privada i no accessible al públic.
- Villa Mensa

Construïda el 1480 pel bisbe Bartolomeo della Rovere, va convertir-se en residència de Tomas Ruffo i Ippolito d'Este. La villa és a l'esquerra del Po de Volano a prop de Sabbioncello San Vittore, una petita frazione a 8 quilòmetres de Copparo.
- Església de St. San Michele Arcangelo a Saletta

Voluntat de l'arquitecte Alfonso Magnanini el 1804, va ser construïda des de 1810 a 1842. Dins de l'església pot veure un orgue de Callido de primers del segle xix.
- Casa del poeta Corrado Govoni

A Tamara, a sis quilòmetres de Copparo, hi ha la casa del poeta Corrado Govoni (1884-1965).
- Església de Sant Lorenzo i Vito a Gradizza

L'església s'esmenta el 1142, i es va reconstruir el 1741 i el 1813. És oberta només per fora.

## Cuina
- Pa de Ferrara amb la forma típica anomenada "ciupeta" (o coppia ferrarese), un nus de pa amb quatre crostons.

Aquesta forma va ser recollida pels humanistes del Renaixement i trobada fins i tot a les Noces de Canà, de Garofalo. a Sant Petersburg
- Primers plats
  - Els fideus, els orígens dels quals es remunten, segons la llegenda, al casament de Alfonso I d'Este amb Lucrècia Borja. Van ser preparats pel xef Cristoforo da Messisbugo en homenatge als cabells rossos de la núvia.
  - Els  cappelletti en brou , que es distingeixen dels tortellini bolonyesos pel seu farcit divers.
  - Els cappellacci tenen forma de barret, amb el farcit de carbassa cuita al forn, formatge de parmesà, nou moscada i farina de galeta.

- Segons plats
  - El  salama amb salsa  en forma de botifarra, amb de carn remullada de vi, brandi i espècies.

·	 Dolços 
El  pampepato  o  pampapato , en forma rodona i cobert amb xocolata. Està fet amb ametlles i caramel de llimona, tot barrejat amb xocolata i cuit; se serveix a les taules de Copparo des de Nadal fins a Reis. La demanda que el turisme en fa ha fet que el pampepato perdi el seu caràcter típicament estacional i ara se'n pot gaudir tot l'any.
- Vi

Entre els vins produïts a Bosco Eliceo, que sembla que es van importar de Borgonya en l'època dels Este hi ha Vi del Bosco Merlot i Souvignon